# Эйстейн Ерлендссон
 Эйстейн Ерлендссон , святой Эйстейн, также известен как Эйстейн сын Эрленда (норв. Øystein Erlendsson, лат. Augustinus Nidrosiensis) (ок. 1120, Треннелаг, Норвегия — 26 января 1188, Нидарос (ныне Тронхейм), Норвегия) — святой Римско-Католической Церкви, епископ.
Происходил из знатного рода, представители которого жили как в Норвегии, так и в Исландии. Прадед Эйстейна, Ульв сын Опака, был окольничим Харальда Сурового Правителя, а сам Эйстейн состоял в кровном родстве с королём.
Первоначальное образование получил в Нидаросе у еп. Симуна (ум. после 1139). В 1140-х обучался за границей: в Линкольне и в монастыре августинцев в Париже. По возвращении, был назначен дружинным казначеем и капелланом Инги Кривого . Им же был выбран в епископы в 1157. Эйстейн стал вторым епископом Тронхейма (лат.  Нидарос). В своей деятельности пытался вывести Католическую церковь Норвегии из-под контроля норвежской аристократии и укрепить связи местной церкви со Святым Престолом. В 1161 посетил Италию и получил  от Римского Папы Александра III паллий и статус папского легата. Таким образом, он мог более успешно влиять на принятие более выгодных для Католической Церкви законов в Норвегии.
Святой Эйстейн играл активную роль в политических и общественных делах Норвегии. В 1164 короновал пятилетнего короля Магнуса сына Эрлинга в Бергене, что стало первой в истории Норвегии церковной коронацией. Поддержав претендента на королевский престол Магнуса V против его соперника Сверре, святой Эйстейн был вынужден покинуть Норвегию (1180) и искать убежище в Англии, где он жил в аббатстве Сент Эдмундсбери. В этом монастыре он написал известную агиографическую работу про святого Олафа «Страсти и чудеса блаженного Олава» (лат. «Passio Olavi»).
В 1183 году святой Эйстейн, примирившись с королём Сверре, вернулся в Норвегию, где и умер. Его мощи хранятся в кафедральном соборе Тронхейма. В 1229 году Эйстейн был причислен Святым Престолом к лику святых.
День памяти в Католической Церкви — 26 января.